# Eine Liebe in Deutschland
Eine Liebe in Deutschland ist ein deutsch-französischer Spielfilm des polnischen Regisseurs Andrzej Wajda aus dem Jahr 1983 nach dem gleichnamigen Roman von Rolf Hochhuth.

## Handlung
Brombach ist ein deutsches Dorf an der Schweizer Grenze. Dorthin reist ein Vater mit seinem Sohn Klaus. Sie möchten etwas über einen Vorfall herausfinden, der sich in diesem Dorf während des Zweiten Weltkriegs 1941 abgespielt hat. Es ist die Geschichte der Mutter des Mannes und der Großmutter von Klaus, Pauline Kropp. Bei der Dorfbevölkerung stoßen sie jedoch auf Ablehnung. Man möchte diese Geschichte lieber vergessen.
Pauline Kropp führt einen Gemüseladen. Es ist der Gemüseladen ihres Mannes, der an der Front ist. Das Leben von Pauline ist äußerst beschwerlich. Hilfe im Geschäft erhält sie durch den polnischen Kriegsgefangenen Stanisław (Stanislaus). Stanisław ist der deutschen Frau sympathisch. Sie behandelt ihn zuvorkommend. Langsam entspinnt sich aus der Zusammenarbeit eine zärtliche Liebesgeschichte. Pauline ist sich ihres Tuns und der Gefahr daraus bewusst, dennoch stürzt sich die einsame Frau in eine leidenschaftliche Liebesbeziehung.
Die Liebesbeziehung bleibt auch den Mitbewohnern des Dorfes nicht gänzlich verborgen. Anonym werden Pauline und Stanislaw schließlich denunziert. Der SS-Untersturmführer Mayer, der Pauline eigentlich zugetan ist, führt die Untersuchung des Falles. Er gibt ihr mehrmals die Möglichkeit, sich glimpflich aus der Affäre zu ziehen. Der Druck der Dorfbevölkerung ist jedoch stärker. Pauline muss ins Konzentrationslager, und Stanisław wird zum Tode verurteilt und hingerichtet.

## Hintergrund
Die Dreharbeiten fanden neben den Studioaufnahmen in West-Berlin in den baden-württembergischen Orten Efringen, Eimeldingen, Tumringen (alle bei Lörrach) und dem Schweizer Ort Laufenburg statt. Die Szenenbilder schufen der polnische Allan Starski und der deutsche Szenenbildner Götz Heymann. Die Kostüme wurden von Krystyna Zachwatowicz und Ingrid Zoré entworfen.

## Kritiken und Einschätzungen
- Lexikon des Internationalen Films: Die melodramatischen Teile des Films sind plakativ bis an die Grenze des Kitsches, die Charakterisierung der Figuren, vor allem der Nazi-Schergen, bleibt klischeehaft, die Bezüge zur Gegenwart (1983 recherchiert Paulines Sohn die Ereignisse) wirken krampfhaft. Erst gegen Ende gibt es einige Szenen von bedrückender Intensität und parabelhaftem Charakter.[4]

- Der Spiegel, 45/1983: Ein großes deutsches Thema mit großem zeitgeschichtlich-politischem Hintergrund in internationaler Besetzung für ein internationales Publikum, die tragische Liebe einer deutschen Frau zu einem slawischen Zwangsarbeiter unter dem Zeichen des Hakenkreuzes, die literarische Vorlage eines international anerkannten deutschen Schriftstellers von einem international anerkannten Ost-Regisseur in Szene gesetzt: Letztes Mal hieß dieses Kino-Unglück „Gruppenbild mit Dame“ nach Heinrich Böll, und die deutsche Märtyrerin der verbotenen Leidenschaft hieß Romy Schneider. Auch diesmal, bei „Eine Liebe in Deutschland“ nach Rolf Hochhuth, hätte es Romy Schneider sein sollen. Nun ist es Hanna Schygulla, die der französische Eurokino-Konzern Gaumont mit langsam lästiger Ausdauer auf den verwaisten Thron der interessanten deutschen Frau mit Vergangenheit zu hieven versucht: Sie beseelt auch dieses Polenliebchen Pauline mit dem leicht somnambulen Schmelz und Schmalz einer Maria Schell für grauere Zeiten. Daß der Regisseur des Films Andrzej Wajda heißt, wollen wir nun, wie den Film überhaupt, rasch wieder vergessen.

- Andrzej Wajda: Leider hat die Vorlage kaum erzählt, was eigentlich passiert war, und die Begebenheiten nur allgemein und kurz beschrieben, mit einigen wenigen Einzelheiten. Ich war indessen nicht in der Lage, das tatsächliche Leben während des Krieges in einer deutschen Kleinstadt zu rekonstruieren. Ich kannte die Wirklichkeit nicht, und musste auf Fiktionen zurückgreifen. Das deutsche Publikum fühlte diese fehlende Realität sofort, was ihm die Möglichkeit bot, die im Film angesprochenen Probleme erleichtert zurückweisen zu können. Ich bin mir nicht sicher, ob ich nicht ebenso auf eine deutsche Filmproduktion über ein polnisches Thema reagieren würde.[5]